# Mount McGuire
Mount McGuire är ett berg i Kanada.   Det ligger i provinsen Alberta, i den centrala delen av landet, 3 100 km väster om huvudstaden Ottawa. Toppen på Mount McGuire är 3 030 meter över havet, eller 150 meter över den omgivande terrängen. Bredden vid basen är 1,6 km.
Terrängen runt Mount McGuire är bergig åt sydost, men åt nordväst är den kuperad. Trakten runt Mount McGuire är nära nog obefolkad, med mindre än två invånare per kvadratkilometer.. Det finns inga samhällen i närheten. 
Trakten runt Mount McGuire består i huvudsak av gräsmarker.